# Terry Kern
Terry Kern (* 26. April 1954 in Duluth, Minnesota) ist ein ehemaliger US-amerikanischer Skispringer.
Das erste internationale Turnier, bei dem Kern startete, war die Vierschanzentournee 1974/75. Im Auftaktspringen in Oberstdorf wurde er am 29. Dezember 1974 jedoch nur 76. In Partenkirchen kam er auf den 52. und in Innsbruck auf den 77. Platz. In Bischofshofen beendete er die Tournee auf dem 37. Platz und blieb somit bei allen vier Springen ohne Punkteerfolg und somit ohne Platzierung in der Tournee-Gesamtwertung. Bei den Olympischen Spielen 1976 in Innsbruck belegte Kern den 30. Rang von der Großschanze.
Kern trat am 14. Februar 1981 zu seinem einzigen Weltcup-Springen beim Skifliegen in Ironwood und belegte dabei überraschend den 14. Platz. Somit konnte er auch zwei Weltcup-Punkte gewinnen. Am Ende der Weltcup-Saison 1980/81 stand er damit auf Platz 80 in der Gesamtwertung. 